# Franz A. Wirtz
Franz Artur Wirtz (* 14. November 1932 in Aachen; † 22. Juli 2017 in Stolberg (Rheinland)) war ein deutscher Chemiker und langjähriger Geschäftsführender Vorstand der Grünenthal GmbH.

## Leben
Franz Wirtz, der Sohn des Parfümeurs Artur Wirtz (1902–1940) aus der Stolberger Unternehmerfamilie Wirtz und der Hilde, geborene Janus (1907–1997), studierte nach seiner Schulzeit Chemie in München, Bonn und an der RWTH Aachen. 1955 wurde er Mitglied des Corps Franconia München. 1960 wurde er mit seiner Dissertation: Untersuchungen im Gebiet 5- bis 6-gliedriger 1,3-Distickstoffheterocyclen : Unter bes. Berücks. d. Austauschs e. CO-Gruppe durch e. SO_1tn2-Gruppe in oder an solchen Ringsystemen zum Dr. rer. nat. promoviert.
Schon bald danach trat er in das von seinem Onkel Hermann Wirtz gegründete Familienunternehmen Grünenthal GmbH ein, dessen Geschäftsführender Gesellschafter er ab 1962 war. Dieser Einstieg fand in einer wirtschaftlich schwierigen Zeit statt, in der die Firma durch die im Jahr 1957 erfolgte Herausgabe des frei verkäuflichen Präparates Contergan in die Schlagzeilen geriet, da sich herausstellte, dass die Einnahme dieses Produktes bei Schwangeren eine Schädigung der Föten zur Folge hatte und die Kinder infolgedessen mit Mehrfach-Missbildung geboren wurden. Diese Vorkommnisse lösten dann den sogenannten Contergan-Skandal aus, welcher nach jahrelangen gerichtlichen Auseinandersetzungen im Jahre 1970 mit einem Vergleich endete und Hermann Wirtz sich aus der Geschäftsleitung zurückzog. Daraufhin wurde Franz A. Wirtz zusammen mit seinem Vetter und Sohn von Hermann Wirtz, Michael Wirtz, in den geschäftsführenden Vorstand übernommen, dem Michael Wirtz als Leiter vorstand. In den Folgejahren war Franz A. Wirtz maßgeblich daran beteiligt, das Unternehmen wieder in ruhigeres Fahrwasser zu lenken, die Produktpalette zeitgemäß zu erweitern und in zahlreichen Ländern u. a über mehrere Tochterfirmen zu vertreiben.
Nach seinem altersbedingten Ausscheiden aus dem Vorstand im Jahr 2000 gehörte er noch im gleichen Jahr zu den Mitbegründern des neuen biopharmazeutischen Unternehmens Paion in Aachen. In diesem neuen Unternehmen wurde Wirtz zunächst als Vorsitzender und ab 2004 bis zu seinem Ausscheiden im Jahr 2007 als stellvertretender Vorsitzender des Aufsichtsrates gewählt. Darüber hinaus war er bereits seit 1989 auch Mitglied im Aufsichtsrat des Biotechnologieunternehmens Qiagen.
Neben seinen offiziellen beruflichen Verpflichtungen war Franz A. Wirtz von 1982 bis 1992 Schatzmeister des Bundesverbandes der pharmazeutischen Industrie, übernahm den Vorsitz des Tumorzentrums Aachen und gehörte zu den Gründern der LifeTec Aachen-Jülich e.V., welcher die Expansion der "Life Sciences" in der euregionalen Wissenschafts- und Wirtschaftsregion Aachen-Jülich vorantreiben soll.
Für seine Verdienste um die Zusammenarbeit mit der RWTH Aachen ernannte ihn die Hochschule im Jahre 2001 zu ihrem Ehrenbürger. Seine Witwe Hannemarie Wirtz kam am 22. August 2020 im Alter von 77 Jahren bei einem Autounfall, den ein Geisterfahrer auf der Bundesautobahn 3 bei Königswinter verursacht hatte, ums Leben.